# Evans Point
Evans Point är en udde i Antarktis. Den ligger i Västantarktis. Inget land gör anspråk på området.
Terrängen inåt land är varierad, och sluttar norrut.  Trakten är obefolkad. Det finns inga samhällen i närheten.